# Mohave County
Mohave County je okres ve státě Arizona v USA. K roku 2010 zde žilo 200 186 obyvatel. Správním městem okresu je Kingman. Se svojí rozlohou 34 886 km² je pátým největším okresem ve Spojených státech amerických.

## Sousední okresy
| Růžice kompasu | Lincoln County (NV)   | Washington County (UT) | Kane County (UT) | Růžice kompasu |
| Růžice kompasu | Clark County (NV)     | Sever                  | Coconino County  | Růžice kompasu |
| Růžice kompasu | Clark County (NV)     | Mohave County          | Coconino County  | Růžice kompasu |
| Růžice kompasu | Clark County (NV)     | Jih                    | Coconino County  | Růžice kompasu |
| Růžice kompasu | San Bernardino County | La Paz County          | Yavapai County   | Růžice kompasu |